# Nicholas Taaffe

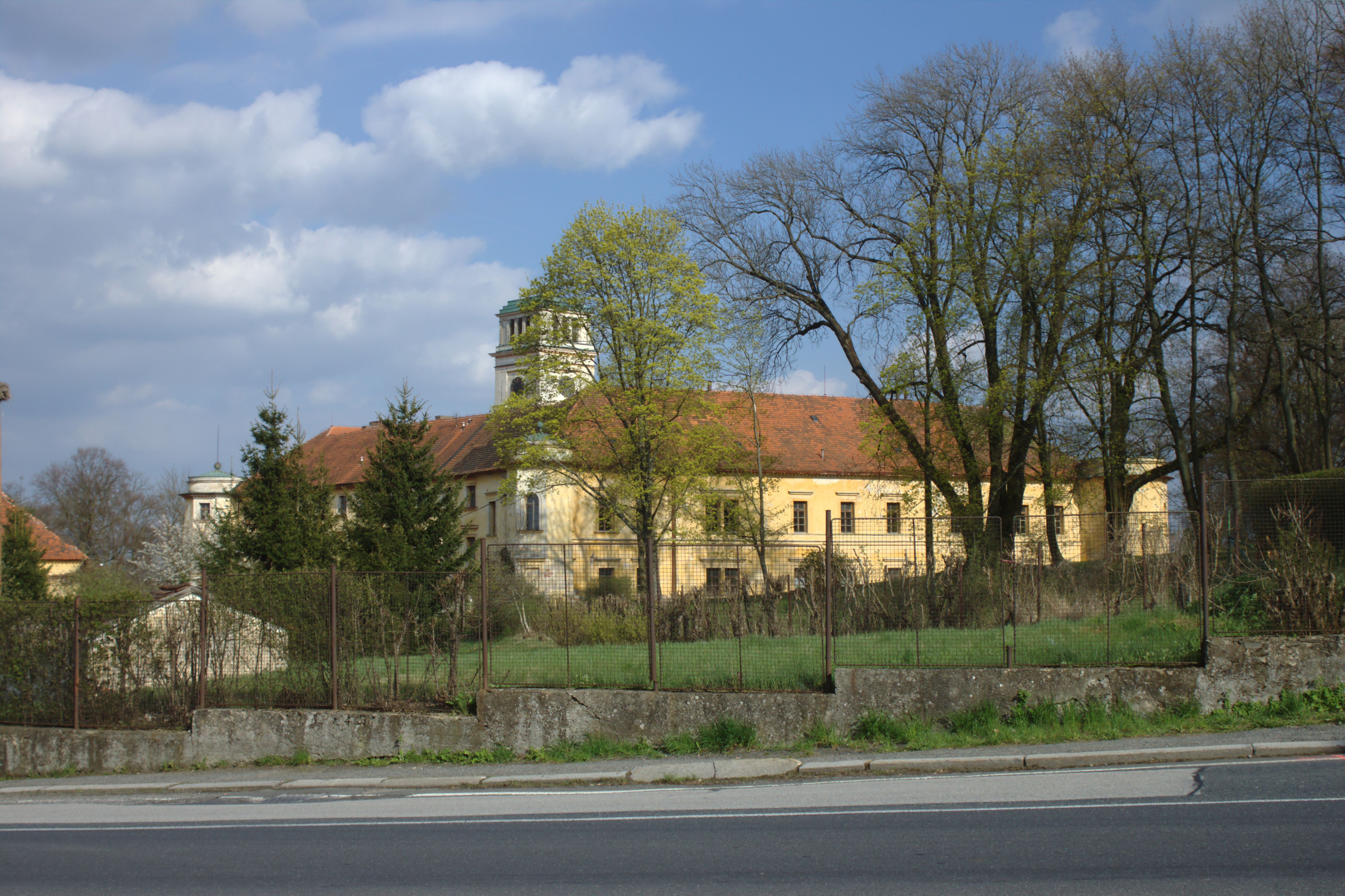
Schloss Nalžovy

Nicholas Graf Taaffe, 6. Viscount Taaffe (auch Nikolaus Taaffe, * um 1685 in Crean’s Castle, County Sligo, Königreich Irland; † 30. Dezember 1769 auf Schloss Ellischau (tschechisch Zámek Nalžovy, heute in Nalžovské Hory), Klattauer Kreis, Königreich Böhmen), war ein in Irland geborener Höfling und Offizier, zuletzt Feldmarschall, der in der Kaiserlichen Armee der Habsburgermonarchie und im Herzogtum Lothringen diente.

## Biografie
Nicholas Taaffe wurde in Crean’s Castle in der irischen Grafschaft Sligo geboren und römisch-katholisch erzogen. Der Sohn von Francis Taaffe und Anna Maria Crean war ein Cousin zweiten Grades des Theobald Taaffe, 4. Earl of Carlingford, 5. Viscount Taaffe († 1738), der kinderlos starb. Da seine Familie die katholischen Jakobiten unterstützte, wurde Nicholas nach der Glorious Revolution und dem Krieg der zwei Könige zur Ausbildung ins katholische Ausland gesandt. Er wurde im Herzogtum Lothringen ausgebildet und wurde Kanzler des Herzogs Leopold von Lothringen, dem Vater von Franz I., Kaiser des Heiligen Römischen Reiches.
Er trat in die Kaiserliche Armee ein, diente in Philippsburg in Baden, im Feldzug gegen Frankreich 1734–35 und im Türkenkrieg 1736–39. Er erbte 1738 beim Tod des 4. Earl of Carlingford dessen nachgeordnete irische Adelstitel als 6. Viscount Taaffe und 6. Baron Ballymote. 1739 wurde er zum Generalfeldwachtmeister befördert. Er kämpfte auch in den Schlesischen Kriegen gegen Preußen, wurde 1752 zum Feldmarschallleutnant befördert und zeichnete sich im Alter von etwa 72 Jahren beim Sieg von Marschall Daun über Friedrich den Großen 1757 bei der Schlacht bei Kolin aus. 1758 wurde er von Erzherzogin Maria Theresia, Königin von Ungarn und Böhmen, zum Grafen Taaffe ernannt. Er war Kammerherr des Kaisers Karl VII. und der Erzherzogin Maria Theresia.
Nicholas Taaffe starb am 30. Dezember 1769 wenige Wochen nach seiner Frau in seinem Schloss Ellischau in Böhmen.

## Ehe und Nachkommen
1729 heiratete Nicholas Taaffe Maria Anna (Mariana) von Spindler († 21. November 1769), Tochter von Johann-Philipp Graf Spindler. Sie hatten zwei Söhne: John Taaffe (1733–1765) und Francis Taaffe (1737–1803). John Taaffe war kaiserlicher Kammerherr, Kanzler und Botschafter in Portugal; Francis Taaffe war General der Kaiserlichen Armee und Graf des Heiligen Römischen Reiches. Nicholas Taaffes Enkel, Rudolf Taaffe, folgte ihm als 7. Viscount Taaffe.